# Felix Mallard
Felix Mallard (* 20. dubna 1998 Melbourne) je australský herec, hudebník a model. V letech 2014–2019 hrál Bena Kirka v mýdlové opeře Neighbours. Poté se objevil v americkém seriálu Happy Together jako Cooper, dokud nebyl seriál v roce 2019 zrušen. Ztvárnil také postavu Lucase Caravaggia v seriálu Locke & Key, Aidena v Zoey's Extraordinary Playlist a Marcuse Bakera v Ginny & Georgia.

## Soukromý život
Felix Mallard je z jižní Austrálie ze Semaphore, ale vyrostl v Melbourne. Má sestru. Šermovat začal v deseti letech a závodil na celostátní úrovni. Vyhrál dvě bronzové medaile v týmových soutěžích ve Victorian National Champions 2012. Smlouvu podepsal s agenturou Vivien Models. Zpívá a hraje na kytaru v rockové skupině Enemies Alike.

## Herecká kariéra

#### Neighbours
V roce 2014 získal roli Bena Kirka na třítýdenní zkušení dobu. Po roce se znovu přihlásil k této roli na další zkoušku. V roce 2016 se rozhodl pro hraní na plný úvazek a znovu se stal členem týmu Neighbours, kde se naposledy objevil v závěru roku 2017. Poslední scénou bylo stěhování do rodného města zesnulého otce, aby mohl začít odznovu.

#### Happy together
Po jeho odchodu z Neighbours bylo oznámeno, že získal roli Coopera Jamese v seriálu Happy Together. Seriál je založen volně na zkušenostech Harryho Stylese, který se přistěhoval k televiznímu producentovi Benovi Winstonovi a jeho rodině, aby unikl pozornosti, když se popová skupina One Direction stala populární. Poté, co mu producent televizní show Winston nabídl roli, obdržel telefonní hovory od Jamese Cordena a Harryho Stylese, kteří ho přesvědčili k přijmutí role. Po přijetí hrál postavu Coopera v rodném australském přízvuku. Dne 28. listopadu 2018 bylo oznámeno, že CBS odmítla natočit další díly a seriál byl ukončen 10. května 2019.
Mallard ztvárnil roli Lucase Caravaggia v seriálu Locke & Key od Netflixu. Objevuje se také v romanticko-dramatickém filmu All the Bright Places, který je produkován rovněž Netflixem. Film je adaptací stejnojmenného románu Jennifer Nivenové z roku 2015.